# Dicliptera ciliaris
Dicliptera ciliaris är en akantusväxtart som beskrevs av Antoine Laurent de Jussieu. Dicliptera ciliaris ingår i släktet Dicliptera och familjen akantusväxter. Inga underarter finns listade i Catalogue of Life.